# 武漢華南海鮮卸売市場
武漢華南海鮮卸売市場（ぶかんかなんかいせんおろしうりしじょう、中国語: 武汉华南海鲜批发市场）は、中華人民共和国湖北省武漢市江漢区に所在する生動物および魚介類を扱う市場（ウェットマーケット）。世界保健機関 (WHO) によって新型コロナウイルス感染症 (COVID-19) との関連性があるとする声明がなされたことでメディアの注目を集めた。2020年1月1日に感染拡大の予防のために閉鎖されていたが、2024年3月に場所を移転した上で営業を再開している。

## 設備・運営
漢口駅の付近にあり、面積は50,000平方メートルに及び、1,000店舗以上が収容されている。武漢は元より、華中において最大の市場である。
その一方で、市場が不衛生であるとする報告もある。

## 取扱品目
武漢市場は海鮮市場としても知られているが、元来は需要の大きい家禽やエキゾチックアニマルを取り扱う市場として有名であった。市場で取り扱われている野生動物を含む112品目の価格表がネット上で出回っているが、真偽のほどは不明である。
メディア報道によると、市場では以下のような品目が取り扱われている:
- ハーブ[16]
- エメンタールチーズ[16]
- コウモリ[17]
- ロバ[8]
- ヒツジ[8]
- ブタ[8]
- アナグマ[8]
- タケネズミ[4][18]
- 子オオカミ[4]
- クジャク[4]
- ヤマアラシ[4]
- ワニ[4]
- ジャコウネズミ[19]
- ニワトリ[17]
- キジ[11]
- マーモット[17]
- 毒蛇（アマガサヘビを含む）[20]
- アクシスジカ[21]
- キツネ[4]
- オオサンショウウオ[4]
- ラクダ[4][8]
- ウサギの臓器[21]
- カニ[22]
- エビ[22]

## 新型コロナウイルスの流行
2019年12月、武漢市において肺炎の集団感染が発生した。暫定的な調査報告では肺炎患者の大半が市場への来訪者か市場で働いている従業員と関係があるとされた。
まもなく患者の一人の検体から肺炎は新型コロナウイルス（後にSARS-CoV-2と命名）によるものであることが特定された。SARSコロナウイルスやMERSコロナウイルスなどと同じく、新型コロナウイルスは動物の体内を循環しており、市場でのヒトとの接触を通じてヒトに感染していったと考えられる。様々な動物が売買されていた中でも、ヘビやコウモリなどが発生源であると考えられている。ヒトからヒトへの感染も確認されている。中国国内外に感染者が拡大しており、死亡者も多数出ている。感染拡大を防止するため武漢や近郊の都市の公共交通機関は閉鎖され、該当地域からの移動や訪問は規制されており、世界各国では武漢近郊地域からの訪問者に対して国境や空港でのスクリーニング検査が行われている。

### 市場の閉鎖
2020年1月1日、肺炎の集団感染の影響により衛生当局は市場を感染拡大防止のために閉鎖した。